# Gradació dels càrrecs a les SS
La Schutzstaffel («Esquadrons de protecció») del Partit Nacional Socialista dels Treballadors Alemanys)(NSDAP) era un grup de protecció per als mítings del partit així com per a les aparicions d'Adolf Hitler. Des d'un principi adoptaren una organització paramilitar jeràrquica, i assignaren diferents nivells a les files. Aquests nivells s'assignaven d'acord amb les apreciacions dels superiors respecte a la trajectòria, antiguitat del servei i actes de valor dels seus membres, així com al seu nivell intel·lectual i d'estudis. També es donaren càrrecs Ad-Honorem solament autoritzats pel Reichsführer a fi i efecte d'establir ponts polítics entre diferents organismes governamentals. Els càrrecs de les Schutzstaffel Allgemeine (SS Generals) no eren els mateixos que per a les Waffen SS (SS Armades) que sorgiren després de 1939 i que foren un Exèrcit de combat d'elit. Els membres de les SS no eren membres de les Waffen SS i quan entraven a formar part d'aquest últim, havien de ser reclassificats per al servei. Durant el temps d'existència de l'Alemanya Nazi, s'elaboraren diversos registres anomenats Dienstalterliste, que consistien en llibres de promoció amb les dades de molts oficials del cos armat.

## Gradació de càrrecs a les SS i equivalències amb laWehrmachti altres exèrcits (1933-1945)
| Insígnia de coll    | Insígnia d'espatlla | Insígnia de màniga  | Rang SS                                                     | Grau militar estàndard           | Equivalent SA       | Wehrmacht             | Estats Units        | Regne Unit                |
| Generaloffiziere    |                     |                     |                                                             |                                  |                     |                       |                     |                           |
| Reichsführer        | Reichsführer        | Reichsführer        | Reichsführer                                                | Mariscal de camp                 | Stabschef-SA        | Generalfeldmarschall  | General of the Army | Field Marshal             |
| Oberstgruppenführer | Oberstgruppenführer | Oberstgruppenführer | Oberstgruppenführer (des de 1942)                           | Capità General                   | (cap)               | Generaloberst         | General             | General                   |
| Obergruppenführer   | Obergruppenführer   | Obergruppenführer   | Obergruppenführer                                           | Tinent General                   | Obergruppenführer   | General               | Lieutenant general  | Lieutenant-General        |
| Gruppenführer       | Gruppenführer       | Gruppenführer       | Gruppenführer                                               | General de Divisió               | Gruppenführer       | Generalleutnant       | Major General       | Major-General             |
| Brigadeführer       | Brigadeführer       | Brigadeführer       | Brigadeführer                                               | General de Brigada               | Brigadeführer       | Generalmajor          | Brigadier general   | (cap)                     |
| Stabsoffiziere      |                     |                     |                                                             |                                  |                     |                       |                     |                           |
| Oberführer          | Oberführer          | Oberführer          | Oberführer                                                  | General                          | Oberführer          | (cap)                 | (cap)               | Brigadier                 |
| Standartenführer    | Standartenführer    | Standartenführer    | Standartenführer                                            | Coronel                          | Standartenführer    | Oberst                | Colonel             | Colonel                   |
| Obersturmbannführer | Obersturmbannführer | Obersturmbannführer | Obersturmbannführer                                         | Tinent Coronel / Comandant       | Obersturmbannführer | Oberstleutnant        | Lieutenant Colonel  | Lieutenant-Colonel        |
| Sturmbannführer     | Sturmbannführer     | Sturmbannführer     | Sturmbannführer                                             | Major                            | Sturmbannführer     | Major                 | Major               | Major                     |
| Truppenoffiziere    |                     |                     |                                                             |                                  |                     |                       |                     |                           |
| Hauptsturmführer    | Hauptsturmführer    | Hauptsturmführer    | Hauptsturmführer                                            | Capità                           | Sturmhauptführer    | Hauptmann/Rittmeister | Captain             | Captain                   |
| Obersturmführer     | Obersturmführer     | Obersturmführer     | Obersturmführer                                             | Tinent                           | Obersturmführer     | Oberleutnant          | First Lieutenant    | Lieutenant                |
| Untersturmführer    | Untersturmführer    | Untersturmführer    | Untersturmführer                                            | Sotstinent                       | Sturmführer         | Leutnant              | Second Lieutenant   | Second Lieutenant         |
| Unterführer         |                     |                     |                                                             |                                  |                     |                       |                     |                           |
| Sturmscharführer    | Sturmscharführer    | Sturmscharführer    | Sturmscharführer (Waffen-SS)                                | Alferes                          | Haupttruppführer    | Stabsfeldwebel        | Sergeant Major      | Regimental Sergeant Major |
| Hauptscharführer    | Hauptscharführer    | Hauptscharführer    | Hauptscharführer                                            | Suboficial superior (sotstinent) | Obertruppführer     | Oberfeldwebel         | Master Sergeant     | Sergeant Major            |
| Oberscharführer     | Oberscharführer     | Oberscharführer     | Oberscharführer                                             | Sergent major o de brigada       | Truppführer         | Feldwebel             | Technical Sergeant  | Staff Sergeant            |
| Scharführer         | Scharführer         | Scharführer         | Scharführer                                                 | Sergent de primera               | Oberscharführer     | Unterfeldwebel        | Staff Sergeant      | Sergeant                  |
| Unterscharführer    | Unterscharführer    | Unterscharführer    | Unterscharführer                                            | Sergent de Segona                | Scharführer         | Unteroffizier         | Sergeant            | Corporal                  |
| Mannschaften        |                     |                     |                                                             |                                  |                     |                       |                     |                           |
| Rottenführer        | Rottenführer        | Rottenführer        | Rottenführer                                                | Caporal de Primera               | Rottenführer        | Obergefreiter         | Corporal            | Lance-corporal            |
| Sturmmann           | Sturmmann           | Sturmmann           | Sturmmann                                                   | Caporal de Segona                | Sturmmann           | Gefreiter             | Private First Class | Private                   |
| Oberschutze         | Oberschutze         | Oberschutze         | Obermann (des de 1942) Oberschütze (Waffen-SS, des de 1942) | Distingit (soldat de primera)    | (cap)               | Obersoldat (etc.)     | (cap)               | (cap)                     |
| Mann                | Mann                |                     | Mann Schütze (Waffen-SS)                                    | Soldat ras                       | Mann                | Soldat (etc.)         | Private             | Private                   |
|                     |                     |                     |                                                             |                                  |                     |                       |                     |                           |
| Anwärter            | Anwärter            |                     | Anwärter                                                    | Recluta                          | (cap)               | (cap)                 | (cap)               | (cap)                     |
| Bewerber            | Bewerber            |                     | Bewerber (des de 1943)                                      | Candidat                         | (cap)               | (cap)                 | (cap)               | (cap)                     |